# Gregory Junior
Gregory Junior (Crossett, 21 giugno 1999) è un giocatore di football americano statunitense che milita nel ruolo di cornerback per i Jacksonville Jaguars della National Football League (NFL).

## Carriera

### Jacksonville Jaguars
Junior al college giocò a football alla Ouachita Baptist University. Fu scelto nel corso del sesto giro (197º assoluto) nel Draft NFL 2022 dai Jacksonville Jaguars, diventando il primo giocatore della storia di Ouachita Baptist a venire selezionato Fu svincolato il 30 agosto e rifirmò con la squadra di allenamento il giorno successivo. Il 19 dicembre fu promosso nel roster attivo. Debuttò così subentrando nel penultimo turno, mettendo a segno 6 tackle.